# سنگ‌چشم-کوکوی رخ‌سیاه
سنگ‌چشم-کوکوی رخ‌سیاه (به لاتیین: Coracina novaehollandiae) یک پرنده گنجشک‌سان همه‌چیزخوار رایج و بومی استرالیا و جنوب گینه نو است. این گونه طبق قانون پارک‌های ملی و حیات وحش مصوب ۱۹۷۴، در استرالیا تحت حفاظت است.
آنها به‌طور گسترده در تقریباً هر زیستگاه جنگلی در سراسر منطقه، به جز جنگل‌های بارانی پراکنده شده‌اند. اما آنها همچنین می‌توانند در مناطق شهری یافت شوند و در خطوط برق در شهرهای استرالیا مانند سیدنی و پرت، منظره‌ای نسبتاً رایج هستند.